# Anna di Ungern-Sternberg
Anna von Ungern-Sternberg (Tallinn, 20 gennaio 1769 – San Pietroburgo, 9 marzo 1846) è stata una nobildonna russa.

## Biografia
Era la figlia del comandante del Castello di Toompea, il barone Voldemar Ungern-Sternberg, e di sua moglie, Daria Andreevna Tiesenhausen, nella cui casa spesso visitava Aleksej Grigor'evič Bobrinskij, il figlio illegittimo di Caterina II, che, per volere della madre, fu costretto a stare lontano dalla corte, a Revel.

## Matrimonio
Secondo la leggenda, i genitori di Anna non accettarono l'idea che la figlia volesse sposare Aleksej, in quanto pensavano che il matrimonio sarebbe stato malvisto dall'imperatrice. Tuttavia, il 16 gennaio 1796 venne celebrato il matrimonio, e gli fu permesso di visitare brevemente San Pietroburgo. 
Ebbero cinque figli, quattro maschi e una femmina:
- Aleksej Alekseevič (9 ottobre 1796 - 20 luglio 1797), morto infante;
- Marija Alekseevna (30 gennaio 1798 - 30 luglio 1835). Sposò il principe Nikolaj Gagarin (1784-1842);
- Aleksej Alekseevič (5 gennaio 1800 - 4 ottobre 1868). Sposò Sof'ja Aleksandrovna Samojlova, da cui ebbe tre figli;
- Pavel Alekseevič (27 novembre 1801 - 7 novembre 1830). Sposò Yulia Stanislavnovna Sobakina (1804-1892), da cui ebbe cinque figli;
- Vasilij Alekseevič (13 gennaio 1804 - 2 settembre 1874).

Rimasta vedova nel 1813, Anna si trasferì a Mosca. A corte godeva di particolare affetto da parte dell'imperatrice vedova Maria Feodorovna e dall'imperatore Nicola I, che spesso andava a trovarla e la chiamava «ma tante» ("Mia zia").

## Morte
Morì il 9 marzo 1846, a San Pietroburgo. Fu sepolta nel villaggio di Novomoskovsk.